# Oraș

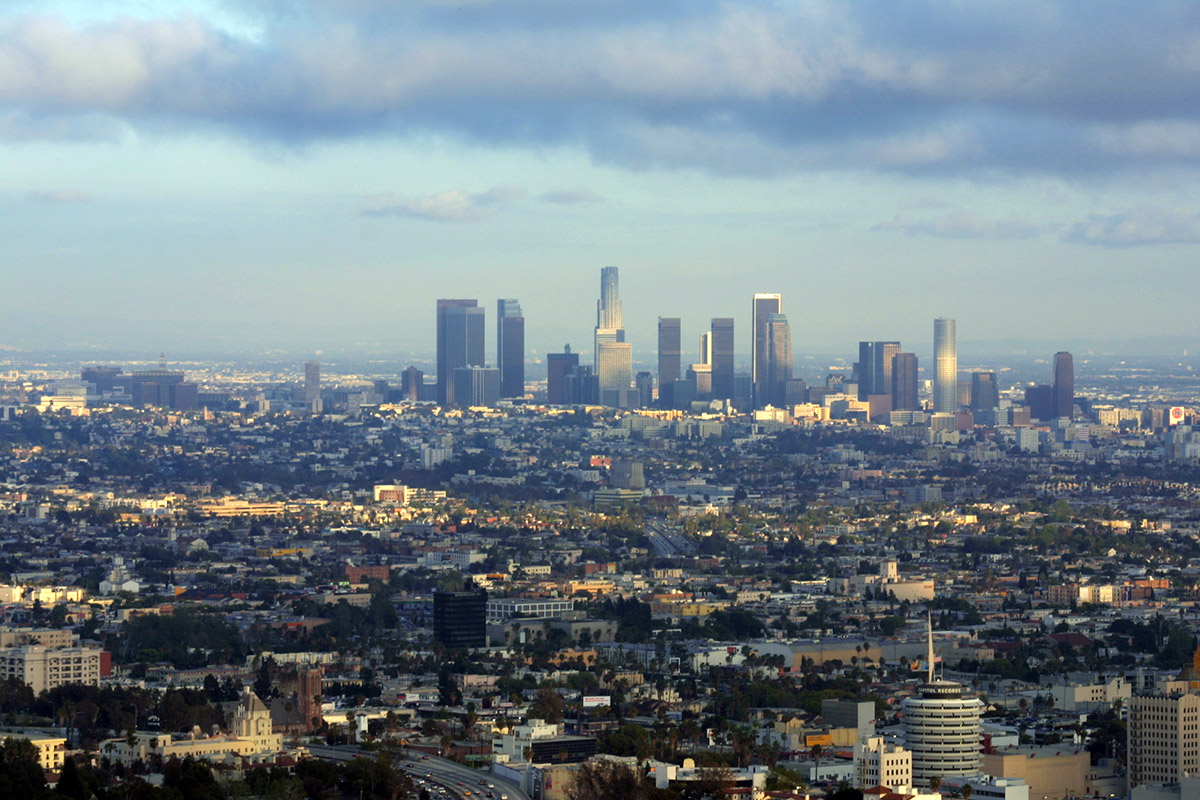
Los Angeles (SUA)

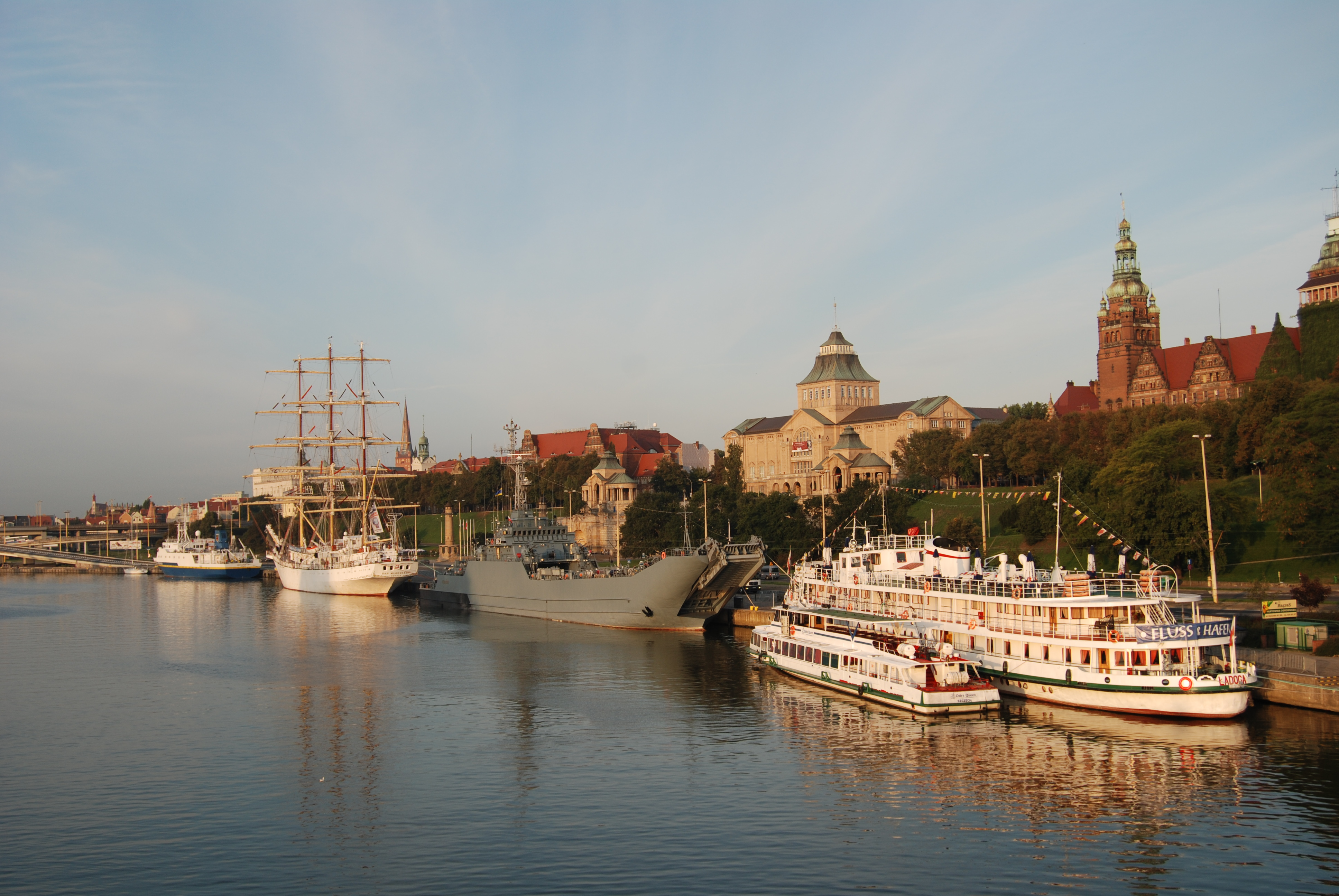
Szczecin (Polonia)

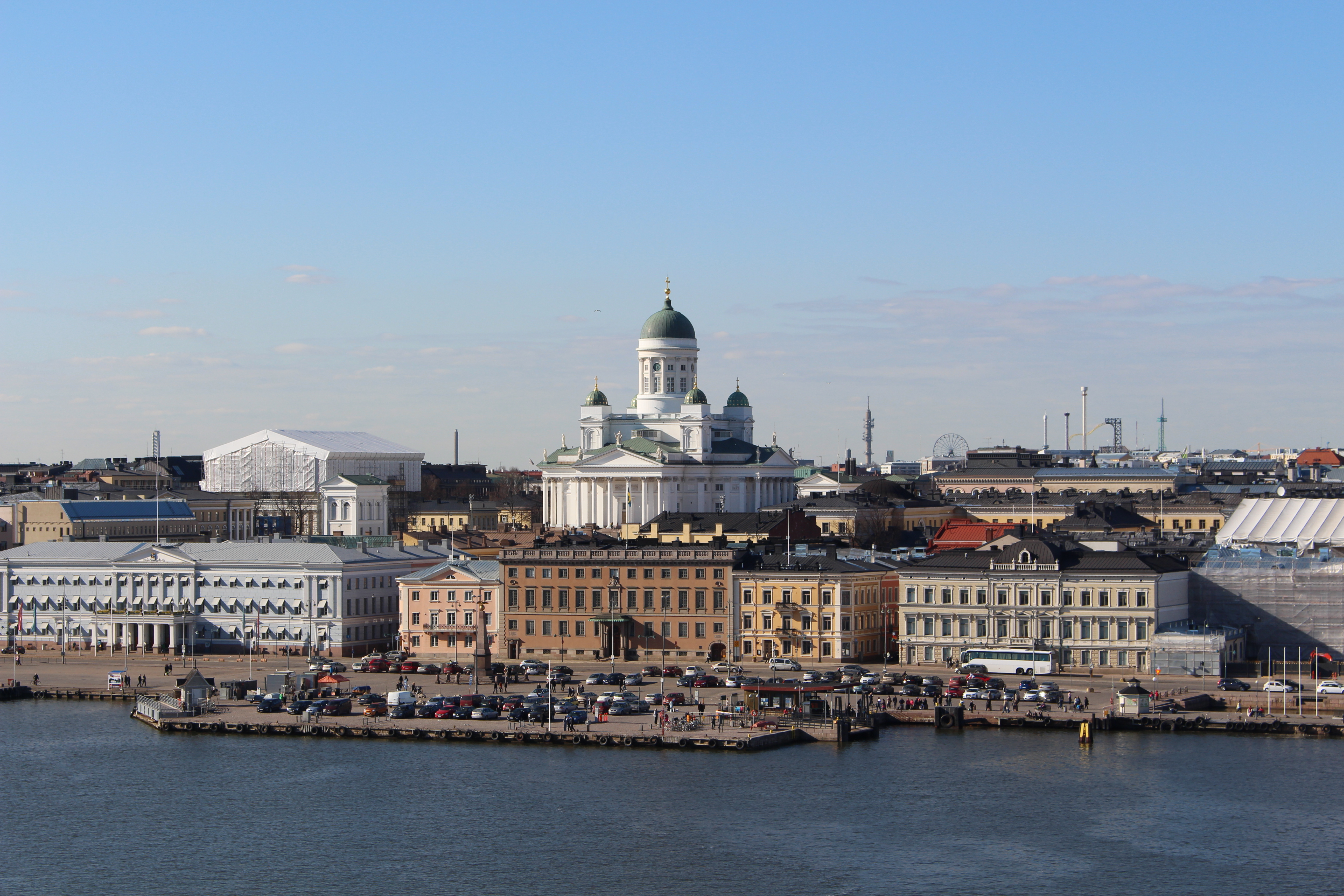
Helsinki (Finlanda)

Un oraș  este o localitate complexă, cu o structură administrativă autonomă și funcții industriale, comerciale, politice și culturale. Un oraș se află la o intersecție de drumuri sau alte căi de transport feroviar, aerian sau naval. 
Din perspectiva sociologiei are o populație densă si diferențiată locuind în cartiere delimitate teritorial de alte zone cu funcții active în câmpul muncii.

## Componentele orașului
- Intravilanul -Zonă care cuprinde suprafața construită și construibilă a orașului.
- Extravilanul - Aflat în afara spațiului construit sau pe cale de construire al orașului.

## Etimologie
Substantivul românesc oraș este un împrumut din maghiară város: „oraș”, „urbe”.

## Dinamica evoluției
În țările apusene dezvoltate, la începutul epocii industriale în secolul al XIX-lea, sătenii s-au mutat în orașe, au format proletariatul și au crescut enorm populația și numărul orașelor. Era urbanizării a continuat în secolul al XX-lea. În anul 1900  locuia 13% din populația planetei în orașe iar spre sfârșitul secolului 47%. 
În anul 2015, populația planetei creștea cu echivalentul a șapte metropole de mărimea New York-ului.
Tot în anul 2015 se estima că până în 2050, procentul populației urbane va ajunge la 70%.
| An   | Nr. de locuitori la orașe | Nr. de locuitori la orașe din nr. total de oameni de pe Pământ |
| ---- | ------------------------- | -------------------------------------------------------------- |
| 1900 | 220 milioane              | 13 %                                                           |
| 1950 | 736,796 milioane          | 29,1 %                                                         |
| 1960 | 996,298 milioane          | 32,9 %                                                         |
| 1970 | 1 331,783 milioane        | 36 %                                                           |
| 1980 | 1 740,551 milioane        | 39,1 %                                                         |
| 1990 | 2 274,554 milioane        | 43 %                                                           |
| 2000 | 2 853,909 milioane        | 46,6 %                                                         |
| 2005 | 3 164,635 milioane        | 48,6 %                                                         |
| 2014 | 3 900,000 milioane        | 54 %                                                           |

În 1950 erau 83 de orașe cu o populație de peste 1 milion de locuitori.
În 2000 — 411.

În 2000 erau 18 orașe cu o populație de peste 10 milioane de locuitori.
În 2005 — 20 (22 orașe cu o populație de 5—10 milioane de locuitori, 370 — 1—5 milioane, 433—500 — 1 milion).
În aprilie 2010 numărul lor a crescut până la 23.
Cercetătorii dau asigurări că dacă va continua aceeași tendință, populația orașelor se va dubla la fiecare 38 de ani.
În Europa 50% din populația urbană locuiește în orașe mici (5—10 mii oameni), 25% în orașe cu o populație de 10—250 mii oameni și în orașe de peste 250 de mii de oameni.
La ora actuală toate orașele lumii ocupă nu mai mult de 1% din suprafața uscată a planetei.

## Acordarea statutului urban
O localitate este considerată oraș  dacă îndeplinește o serie de condiții, care diferă de la țară la țară, iar în cazul Statelor Unite, de la stat la stat. Mai jos sunt expuse aceste condiții, în funcție de stat (incluzând și România), conform Anuarului Demografic 2007, editat de ONU.

### Botswana
În Botswana, spațiu urban este considerat o aglomerare de peste 5.000 locuitori, unde peste 75% din activitate este neagricolă.

### Burundi
Conform ONU, în Burundi urban este doar Bujumbura.

### Comore
În Comore sunt orașe centrele administrative ale prefecturilor și localitățile peste 5.000 locuitori.

### Egipt
În Egipt sunt considerate orașe  reședințele guvernoratelor și ale districtelor.

### Etiopia
În Etiopia sunt orașe localitățile cu peste 2.000 locuitori. 

### Guineea Ecuatorială
În Guineea Ecuatorială sunt orașe localitățile cu rol de reședință de district (unitățile administrative imediat următoare provinciilor) și cele cu peste 300 locuințe și/sau peste 1.500 locuitori.

### Liberia
În Liberia sunt orașe localitățile cu peste 2.000 locuitori.

### Niger
Aici sunt orașe capitala și reședințele de departamente și districte.

### Senegal
Localitățile cu o populație de peste 10.000 locuitori sunt considerate orașe.

### Sudan
Sunt orașe localitățile cu importanță administrativă și comercială, precum și cele cu populație de peste 5.000 locuitori.

### Canada
În Canada se consideră urbană, orice localitate cu o populație de peste 1.000 locuitori și care are o densitate mai mare 400 loc/km2.

### Grecia
Localitățile cu peste 2.000 de locuitori sunt considerate orașe.

### România
În România, cf. legii nr. 351/2001  există 172 de orașe, iar condițiile minime pentru ca o localitate să primească rangul III de oraș sunt:
- Populație: 5.000
- Activități neagricole: 75%
- Alimentare cu apă: 70%
- Canalizare: 55%
- Străzi modernizate: 50%
- Locuri în hoteluri: 50
- Existența de învățământ liceal sau altă formă de învățământ secundar